# 卡彭貝格湖

51°38′05″N 7°32′11″E / 51.63471°N 7.536415°E
卡彭貝格湖（德語：Cappenberger See），是德國的湖泊，位於該國西部，由北萊茵-威斯特法倫州負責管轄，處於呂嫩，長0.4公里、寬0.1公里，面積0.035平方公里，海拔高度62米，最大水深2米。